# Военна академия „Георги Раковски“
Военната академия „Георги Стойков Раковски“ в София е първото висше военно училище в България.
Намира се в центъра на столицата, близо до Орлов мост – с централен вход на булевард „Евлоги и Христо Георгиеви“, подходът от който към главната сграда е продължение на улица „Шипка“.

## История
През декември 1911 г. военният министър генерал-майор Никифор Никифоров внася в Народното събрание законопроект за създаване на военна академия. На 12 декември 1911 г. (стар стил) докладът на военния министър е утвърден от Фердинанд I. Народното събрание гласува законопроекта на 1 март 1912 г., а на 20 април цар Фердинанд I с указ № 26 утвърждава закона за военната академия. Законът е публикуван в Държавен вестник на 8 май 1912 г., с което се слага началото на Военната академия. През юни същата година е утвърден и правилникът на академията, учебният план и инструкцията за провеждане на конкурсните изпити. Първоначално академията е организирана в управление, три слушателски курса и кавалерийски полуескадрон. Числеността ѝ е 35 души без полуескадрона. Преподавателският състав се състои от щатни и нещатни преподаватели, като първите са с висше военно образование, а вторите са учени от Софийския университет и преподаватели от Военното училище в София. За първоначална сграда на академията служи наета сграда на ъгъла на ул. „Сан Стефано“ и ул. „Велико Търново“ в София. Поради започването на Балканската война (1912 – 1913) академията е открита през 1914 година. През лятото на 1913 г. е назначен и първият ѝ началник – полковникът от Генералния щаб Асен Пападопов. 
Обучението на първия випуск започва на 4 януари 1915 г. в присъствието на цар Фердинанд и началника на академията полковник Станчев. Академията се състои от два отдела: Общ и Интендантски. От 1930 г. се извършва прием на офицери през година, а след 1935 г. е ежегодно. През 1932 г. към академията се открива тримесечен курс за офицери, завършили висши технически училища в чужбина. В периода 1922 – 1944 г. академията завършва 16 випуска, от които 16 генералщабни и 11 интендантски. В този период са се обучили 521 офицери, от които 10 чужденци. От 1 февруари до 18 септември 1944 г. академията е евакуирана в Ловеч, а след 18 септември с. г. отново се завръща в София.
С указ № 6 от 5 март 1946 г. и съгласно доклад на министъра на войната № 32 от 18 февруари с.г. е наименувана на видния български възрожденец и революционер Георги Раковски, създал Първата българска легия – предшественица на съвременната Българска армия. През учебната 1949/50 редовният курс на обучение става 2-годишен, а задочният – тригодишен. От 1956 г. двугодишният курс става тригодишен, което продължава до 1976 г., когато в няколко профила е въведен двегодишен курс на обучение. От 1978 г. всички профили минават на двегодишен курс на обучение. През 1951 г. Военната академия придобива нова структура, която се състои от командване, политически отдел, учебна част, основен и задочен факултет, висш академичен курс, група за контрол, строеви отдел и тил. Три години по-късно са приети и първите четирима докторанти. С указ № 215 от 1952 г. на президиума на Народно събрание се връчва бойно знаме на Военната академия. В средата на 50-те години Военната академия е слята със съществуващите дотогава Военнотехническа и Военнополитическа академии. Така факултетите ѝ нарастват на 5 – общовойскови, военнополитически, бронетанков, артилерийски и ВВС. Към 1970 г. командно-преподавателският състав на Академията е 300 души, административният и обслужващ персонал са 350 души, а слушателите са около 800 души. По това време в Академията започват да се обучават специалисти от Йемен, Куба, СССР и Виетнам. През 1978 г. е приет нов правилник на Школата за подготовка на кадри към Разузнавателното управление на българската армия (ШПК-РУ) и тя получава статут на Специален факултет по стратегическо разузнаване към Академията. Факултетът е разположен в Банкя и се състои от три цикли (катедри) „Специална и военна подготовка“, „Езикова подготовка“ и „Оперативна техника“. Началникът на факултета е приравнен към ранг на командир на дивизия. Към факултета се приемат и докторанти, като до 1991 г. са защитени над 10 дисертации, свързани с разузнавателна дейност. След промяната на комунистическия режим през 1989 г. Военнополитическият факултет е закрит през 1990 г. Започват да се създават контакти с военнонаучни структури на НАТО. В организационен план Военната академия се свива от 4 факултета през 1989 г. до 2 през 1994 г. (Оперативно-тактически и Следдипломна квалификация). През 1993 г. двегодишният курс на обучения е направен на тригодишен до 1995, а след това на година и половина. Съгласно план 2004 г. от 23 април 2003 г. във Военната академия се утвърждава нова структура, която се състои от управление, два факултета, департамент, институт, пет отдела и една служба. Численият състав по това време е 102 офицери, 17 сержанти, 197 граждански лица.
Иконостасът на храма „Свети Архангели“ е дело на дебърски майстори от рода Филипови.

## Структура
Командване
- началник – генерал-майор Тодор Дочев
- заместник-началник по администрацията и логистиката – полк. Емил Янев
- заместник-началник по учебната и научната част – полк. доц. д-р Димитър Ташков

Звена
- Факултет „Национална сигурност и отбрана“, декан – полк. доц. д-р Георги Димов
- Факултет „Командно-щабен“, декан – полк. доц. д-р Емил Енев
- Институт за перспективни изследвания за отбраната, директор – проф. Митко Стойков
- Департамент „Дистанционно обучение, езикова подготовка и квалификация“, директор – полковник доц. д-р Петко Димов

## Наименования
- Военна академия (1914 – 1922)
- Преподавателски курс (1922 – 1938)
- Военна академия (1938 – 5 март 1946)
- Военна академия „Георги Раковски“ (от 5 март 1946)
- Общовойскова военна академия „Георги Раковски“ (от 1954)

## Началници
Званията са към датата на заемане на длъжността:
- Полковник Асен Пападопов (лято 1913)
- Полковник Станю Топалов (1913)
- Полковник Иван Стойков (15 декември 1913 – 1914)
- Полковник Константин Станчов (30 октомври 1914)
- Подполковник Константин Георгиев (1919)
- Полковник Васил Атанасов (1919 – 1922)
- Полковник Никола Нягулов (1922 – 1927)
- Полковник Тодор Радев (1927 – 1929)
- Полковник Йордан Пеев (1929 – 1930 г.)
- Полковник Иван Тодоров (1930 – 1934 г.)
- Полковник Йордан Пеев (1934 – 1935 г.)
- Полковник Светослав Попов (1935 – 1936)
- Полковник Никола Хаджипетков (1936 г.)
- Полковник Асен Краев (1936 г.), изпълняващ длъжността
- Полковник Никола Хаджипетков (1936 – 1938 г.)
- Подполковник Кирил Янчулев (1938 – 1940 г.)
- Полковник Никола Костов (1940)
- Полковник Иван Попов (1940 – 1943 г.)
- Полковник Никола Костов (16 май 1943 – 14 юни 1944 г.)
- Майор Димитър Савов (12 юни 1944 – 22 септември 1944 г.)
- Капитан Илия Стаменов (22 септември 1944 – 15 януари 1945 г.)
- Полковник Петър Тончев (15 януари 1945 – 13 юли 1946 г.)
- Полковник Боян Бянов (от 1946 г.)
- Полковник Петър Хаджииванов (2 септември 1946 – 1 юни 1948 г.)
- Генерал-майор Асен Кръстев (1948 – 1951 г.)
- Генерал-майор Славчо Трънски (1951 г.)
- Генерал-лейтенант Иван Кинов (16 май 1951 – 31 март 1954 г.)
- Генерал-майор Славчо Трънски (31 март 1954 – 1962 г.)
- Генерал-майор Велко Палин (1962 – 22 октомври 1964 г.)
- Гено Генов (22 октомври 1964 – 22 октомври 1972 г.)
- Тако Кръстев (1972 – 1977)
- Александър Митев (1977 – 1983)
- Генерал-лейтенант Никола Недялков (1983 – 1987)
- Иван Стефанов (1987 – 1990)
- генерал-лейтенант Христо Христов 1991 – 17 юли 1992
- Генерал-майор Димитър Кръстев (17 юли 1992 – октомври 1993)
- Генерал-лейтенант Кирил Ерменков (1993 – 22 април 1997)
- Генерал-лейтенант Методи Гелев (22 април 1997 до 11 август 2000 г.)
- Генерал-лейтенант Аню Ангелов (11 август 2000 – 17 декември 2001 г.)
- Полковник Иван Симеонов (17 декември 2001 – 14 юни 2002), изпълняващ длъжността
- Генерал-майор Атанас Запрянов (14 юни 2002 – 5 април 2003 г.)
- Генерал-майор Евгени Манев (25 април 2003 – 1 юни 2008 г.)
- Генерал-майор Георги Георгиев (1 юни 2008 – 27 май 2011 г.)
- Комодор Димитър Ангелов (27 май 2011 – 28 април 2014 г.)
- Контраадмирал Митко Петев (28 април 2014 – 30 юни 2015 г.)
- Генерал-майор Тодор Дочев (30 юни 2015 – 8 ноември 2016 г.)
- Генерал-майор Груди Ангелов (8 ноември 2016 – 15 март 2022 г.)
- Генерал-майор Тодор Дочев (от 15 март 2022 – 24 април 2024 г.)
- Генерал-майор Стайко Прокопиев (от 24 април 2024 г.)

## Парк
Паркът на Военната академия е достъпен за граждани от 2010 година. Предстои неговото облагородяване, с което се е заело Военното министерство. Интересна е беседката в центъра на парка. В парка е разположена скулптурната фигура „Лъв“ – каменна статуя на лъв, изработена в Междувоенния период (Карта).
В парка ежегодно през юни се организират оперни представления от Софийската опера и балет.